# The Rocketeer (série télévisée d'animation)
Vous pouvez aider à l'améliorer ou bien discuter des problèmes sur sa page de discussion.
- Il ne cite pas suffisamment ses sources. Vous pouvez indiquer les passages à sourcer avec {{référence nécessaire}} ou {{Référence souhaitée}}, et inclure les références utiles en les liant aux notes de bas de page. (Marqué depuis avril 2024)
- Certaines informations devraient être mieux reliées aux sources mentionnées dans la bibliographie ou les liens externes. Améliorez sa vérifiabilité en les associant par des références. (Marqué depuis avril 2024)

- Archive Wikiwix
- Bing
- Cairn
- DuckDuckGo
- E. Universalis
- Gallica
- Google
- G. Books
- G. News
- G. Scholar
- Persée
- Qwant
- (zh) Baidu
- (ru) Yandex
- (wd) trouver des œuvres sur Wikidata

Rocketeer (The Rocketeer) est une série télévisée d'animation 3D américaine en 22 épisodes de 22 minutes créée par Nicole Dubuc et diffusée entre le 8 novembre 2019 et le 25 juillet 2020 sur Disney Junior. Elle tire son origine du film Les Aventures de Rocketeer sorti en 1991.
En France, elle est diffusée en avant-première à partir du 20 juillet 2020 sur Disney Junior France puis en intégralité à partir du 28 septembre 2020.

## Distribution

### Voix françaises
- Joséphine Lucic : Kit
- Pierre Plume : Dave
- Stanny Mannaert : Rocketeer
- Lasha Songulashvili : Tesh
- Robert Guilmard : Ambrose
- Hélène Van Dijk : Sareena

## Épisodes
| Saison | Saison | Épisodes | États-Unis      | États-Unis      | France          | France        |
| Saison | Saison | Épisodes | Début           | Fin             | Début           | Fin           |
| ------ | ------ | -------- | --------------- | --------------- | --------------- | ------------- |
|        | 1      | 22       | 8 novembre 2019 | 25 juillet 2020 | 20 juillet 2020 | décembre 2021 |

| No | #   | Titre français                       | Titre original              | Diffusion originale | Code prod. |
| -- | --- | ------------------------------------ | --------------------------- | ------------------- | ---------- |
| 1  | 1a  | Premier vol                          | First Flight                | 8 novembre 2019     | 101        |
| 2  | 1b  | Erreur de pilotage                   | Pilot Error                 | 8 novembre 2019     | 102        |
| 3  | 2a  | En plein vol                         | Skyway Robbery              | 8 novembre 2019     | 103        |
| 4  | 2b  | À la recherche des chiens disparus ! | A Doggone Adventure         | 8 novembre 2019     | 104        |
| 5  | 3a  | Contrôle au sol à Rocketeer          | Ground Control to Rocketeer | 15 novembre 2019    | 105        |
| 6  | 3b  | Sauvons la statue                    | Save the Statue             | 15 novembre 2019    | 106        |
| 7  | 4a  | Virée à la fête foraine              | Carnival Caper              | 22 novembre 2019    | 107        |
| 8  | 4b  | Le Songbird reprend vie !            | Songbird Soars Again        | 22 novembre 2019    | 108        |
| 9  | 5a  | La course de la Grande Pente         | Downhill Derby              | 6 décembre 2019     | 109        |
| 10 | 5b  | La classe des héros                  | Flight Class Heroes         | 6 décembre 2019     | 110        |
| 15 | 8a  | Valérie, la walkyrie                 | Valerie the Valkyrie        | 17 janvier 2020     | 115        |
| 16 | 8b  | À la poursuite du bouledogue !       | Follow that Bulldog         | 17 janvier 2020     | 116        |
| 17 | 9a  | La recette du désastre               | Recipe for Disaster         | 24 janvier 2020     | 117        |
| 18 | 9b  | Le gang de la forêt                  | The Critter Gang            | 24 janvier 2020     | 118        |
| 19 | 10a | Paré au décollage                    | Cleared for Takeoff         | 7 février 2020      | 119        |
| 20 | 10b | Premier cours                        | First Class                 | 7 février 2020      | 120        |
| 37 | 19a | La maison hantée                     | The Haunted House           | 16 juillet 2020     | 137        |
| 38 | 19b | Le cambriolage d'Halloween           | The Halloween Heist         | 16 juillet 2020     | 138        |